# Магадаєво
Магада́єво (рос. Магадаево) — присілок у складі Томського району Томської області, Росія. Входить до складу Богашовського сільського поселення.

## Населення
Населення — 13 осіб (2010; 10 у 2002).
Національний склад (станом на 2002 рік):
- росіяни — 100 %